# Розини, Джованни
Джованни Розини (итал. Giovanni Rosini, 1776—1855) — итальянский писатель, профессор итальянской литературы в пизанском университете.
Сборник его стихотворений издан в Пизе в 1819 г. К сделанному им изданию произведений Тассо (Пиза, 1821—32) приложен его этюд: «Saggio sugli amori di Tasso e sulle cause della sua prigione» (Пиза, 1832). Позже Р. написал исторические романы: «La signora di Monza» (Пиза, 1829), «Louisa Strozzi» (Пиза, 1833), «Il conte Ugolino della Gherardesca» (Милан, 1843). Из его драматических произведений выделяется «Torquato Tasso» (1835). Из его произведений, посвященных истории искусства, особенно замечательна «Storia della pittura italiana» (Пиза, 1839—47), к которой приложены ценные гравюры. Собрание его сочинений издано в Пизе (1837). Биографию Р. написал Поццолини (Лукка, 1855).